# Vanth (księżyc)
Vanth, pełna nazwa (90482) Orkus I Vanth – naturalny satelita planetoidy transneptunowej (90482) Orkus.

## Odkrycie i nazwa obiektu
Vanth został odkryty 13 listopada 2005 roku przez astronomów M.E. Browna i T.-A. Suera za pomocą teleskopu Hubble’a. O odkryciu poinformowano 22 lutego 2007 roku. Nazwa zaczerpnięta została z mitologii etruskiej.

## Właściwości fizyczne
Jest to obiekt o średnicy szacowanej na 443 ± 10 km. Obiega Orkusa w czasie ok. 9,539154 dni, w średniej odległości ok. 9000 km.